# ドミニク・ブシェ
ドミニク・ブシェ（Dominique Bouchet 1952年7月27日 - ）は、フランス料理のシェフ。フランスのシャラント＝マリティーム県出身。

## 略歴

### フランスでのキャリア
1969年、料理人のCAP(職業適性証)を取得し、ラ・ロシェルのホテル専門学校で学んだあと、パリのフランス料理店の厨房でコミとして働き始める。19歳のとき、セーヌ川の船上シェフをしていたジョエル・ロブションの下で3か月働いたのち兵役に1年間服した。
1974年、22歳のときに、「コンコルド・ラファイエットホテル」(当時ミシュラン一つ星)のシェフに就任していたロブションの下に戻り、右腕として活躍。1978年、「ジャマン」(当時ミシュラン二つ星)のシェフに就任し、3年間二つ星を維持する。
1981年、当時ミシュラン三つ星の「トゥール・ダルジャン」のオーナー、クロード・テライユより、厨房の指揮を執るよう依頼され、弱冠29歳にして三つ星シェフとなる。この頃から日本との関係を積極的に築き始め、東京のトゥール・ダルジャン開業にも携わる。7年に渡り、三つ星を維持する。
パリで20年間キャリアを積んだブシェは、生まれ故郷であるシャラント地方、モスナックにホテル・レストラン、「ムーラン・ド・マルクーズ」を開業し、オーナーシェフ兼ビジネスディレクターとして2年目に二つ星がつく。それから8年後、パリの中心、コンコルド広場に佇むパラス、「ホテル・ド・クリヨン」の総料理長に就任、メインダイニング、「レ・ザンバサドゥール」（当時ミシュラン二つ星）他、ホテル内の食にまつわる全ての指揮を執る。1999年、フランスの料理専門雑誌『Le Chef』(ル・シェフ)によって、フランス中のシェフ、パティシエ、ソムリエの投票によって《今年のシェフ》に選ばれる。
30年間ガストロノミー界を牽引してきたブシェは、2004年、ホテル・ド・クリヨンを離れて独立、パリ8区に自分の名を冠した小さな店、「レストラン ドミニク・ブシェ」をオープン（ミシュラン一つ星）。続いて日仏交流の場としてレストラン隣に「Wa-Bi Salon」を、反対隣にはセルフサービスのカンティーヌ、「Little B」もオープンした。 

### 海外での仕事
美食にまつわる仕事で、アメリカ合衆国、イギリス、ベルギー、オランダ、シンガポール、スイス、モロッコ、タイ王国、トルコ、日本、ウルグアイ、レバノン、イタリア、中華人民共和国に赴く。 特に日本との関わりは親密で、日本を第二の故郷と呼び、2000年代からは3週間ごとにパリと東京を往復する多忙な生活を続けているという。
2001年には日本航空ファーストクラスの機内食の監修を任される。
2004年、日本に自身の会社「Atelier DY」を設立、アドバイザーとして、名古屋の結婚式場「Marriyell」など、日本の複数の企業と仕事をする。フランスでは2009年にDBコンセイユ・インターナショナルを設立。
2013年、東京の銀座5丁目にレストラン「ドミニク・ブシェ」をオープン。開業からわずか4ヶ月でミシュラン二つ星に輝く。
2015年、銀座一丁目に移転オープンと同時に店名を「ドミニク・ブシェ トーキョー」と改める。こちらも開業から4ヶ月でミシュラン二つ星を獲得。同年、フランス語翻訳家の松本百合子と結婚する。 
2016年、東京の銀座5丁目にビストロ「レ・コパン」をオープン。
2017年、金沢に「ル・グリル　ドミニ・クブシェ　カナザワ」をオープン。
2018年、名古屋に「レ・トレフル　ドミニク・ブシェ」をオープン。
2019年、ウェスティン都ホテル京都にドミニク・ブシェ　キョート「ル・レストラン」「ル・テッパンヤキ」の2店舗をオープン。
2020年、「ドミニク・ブシェ トーキョー」がミシュラン一つ星に降格。

## コラボレーション
金沢の酒蔵、福光屋とのコラボレーションで、フランス料理に合う日本酒「ゆり」「ふく」「さち」を開発。2006年から2014年まで、日本酒をアペリティフとしてワイングラスで飲むことを提案するなど、日本酒の新しい楽しみ方を推奨。また、日本発フランス生まれの新しい素材、永遠の白さを誇るブラン・ビジューのイメージ・アドバイザーも務める。

## 勲章
- 2002年　レジオン・ドヌール勲章シュヴァリエ
- 2007年　芸術文化勲章
- 2016年　パリ市ヴェルメイユ・メダル

## 著書
- 2002年「ACCORDS GOURMANDS CAFE」アニエス・ヴィエノ
- 2003年「和美食」アーティストハウス
- 2007年「WA-BI SHOKU」　グレナ

## Références
1. 1 2  ‘It was harder than military service’ – French chef on working for Joël RobuchonSouth Chine Morning Post, 27 Apr 2018

## リンク
- ドミニク・ブシェ パリ
- ドミニク・ブシェ トーキョー
- レ・コパン
- ル・グリル　ドミニク・ブシェ　カナザワ
- レ・トレフル　ドミニク・ブシェ
- ドミニク・ブシェ　キョート「ル・テッパンヤキ」「ル・レストラン」
- ドミニク・ブシェ　グループ　ツイッター